# Gorge de Loup (quartier de Lyon)
 (août 2019).
Si vous disposez d'ouvrages ou d'articles de référence ou si vous connaissez des sites web de qualité traitant du thème abordé ici, merci de compléter l'article en donnant les références utiles à sa vérifiabilité et en les liant à la section « Notes et références ».
Pour les articles homonymes, voir Gorge de Loup.
Gorge de Loup est un quartier situé dans le 9e arrondissement de la ville de Lyon. Il est situé entre le quartier de Vaise au nord et le quartier de Champvert au sud.

## Origine du nom
Le quartier doit son nom à un tènement situé entre la rue Sidoine-Apollinaire, l'impasse de la Trappe et la rue des Deux-Amants, appelé « Gorge de Loup », « Gorge du Loup » ou encore « Bouche de Loup » au moins depuis le XVe siècle.
La raison de ces appellations est inconnue.
En 1631, le voyageur allemand Abraham Gölnitz avançait comme explication la forme du tuyau principal d'un nymphée présent dans ce domaine, qui évoquait selon lui celle d'une gorge de loup. Cette proposition se heurte à la chronologie, le toponyme étant attesté avant la construction de ce nymphée, ordonnée par le marchand florentin Jean-François Bini, acquéreur du terrain après 1515.

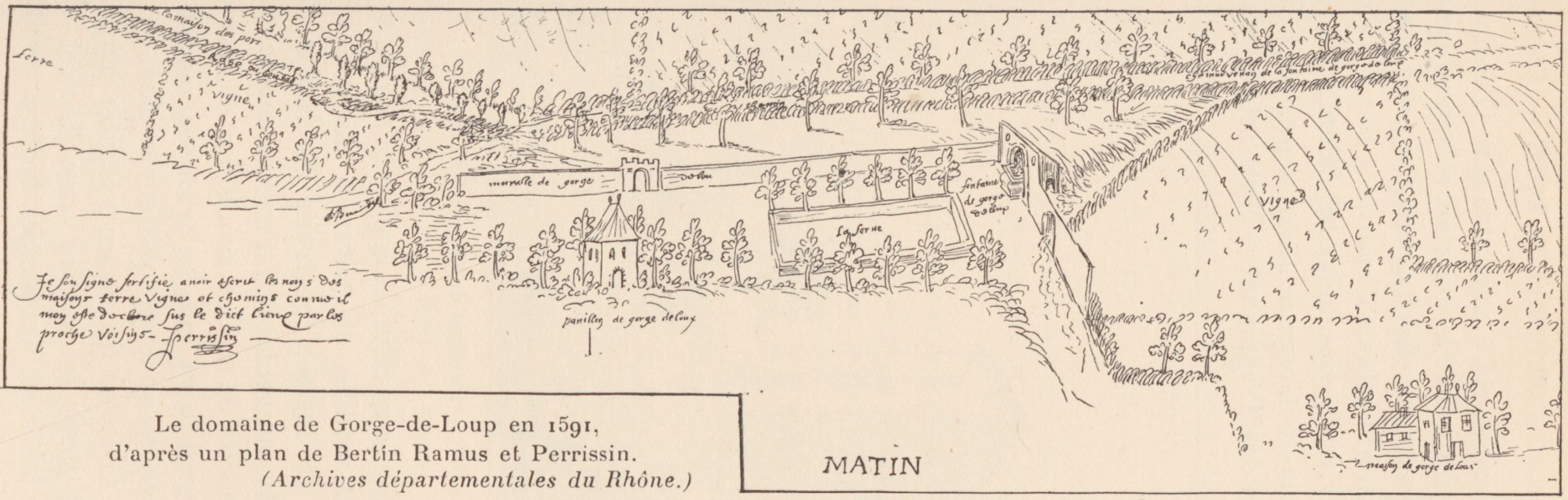
Le domaine de Gorge de Loup en 1591

## Description
Situé sur les rives de Saône, Gorge de Loup est un quartier anciennement industriel qui connaît depuis plusieurs années[Quand ?] une transformation en profondeur. Aujourd'hui, il s'agit d'un quartier essentiellement résidentiel et plutôt calme.
Selon où l'on se trouve dans le quartier, Gorge de Loup présente des caractéristiques différentes d'un secteur à l'autre. Dans le sud du quartier, au niveau de la montée de l'Observance, on est marqué par la présence de grandes barres d'immeubles d'habitations relativement hautes datant des années 1960 à 1980, espacées et entourées d'espaces verts. Classés au sein du quartier prioritaire « Loucheur-Gorge de Loup », ces ensembles font aujourd'hui l'objet de travaux de rénovation visant à les rendre plus attrayants afin d'attirer une population plus aisée. En effet, comme bon nombre de quartiers lyonnais (dont son quartier voisin de Vaise qui a subi une profonde mutation dans les années 2000), Gorge de Loup connaît un phénomène de gentrification. En 2018, il présente un taux de pauvreté de 36 % pour 1 535 habitants.
Dans l'avenue René-Cassin on retrouve de jolies résidences très récentes, composées de petits immeubles. Le quartier compte également nombre de maisons de ville et de petits immeubles à deux ou trois étages.
Enfin, toute une partie du quartier se compose principalement d'activités tertiaires, établies dans des bâtiments récents, comme le centre d'affaires IBS de Lyon ou les services du groupe international Novacap.

## Vues du quartier

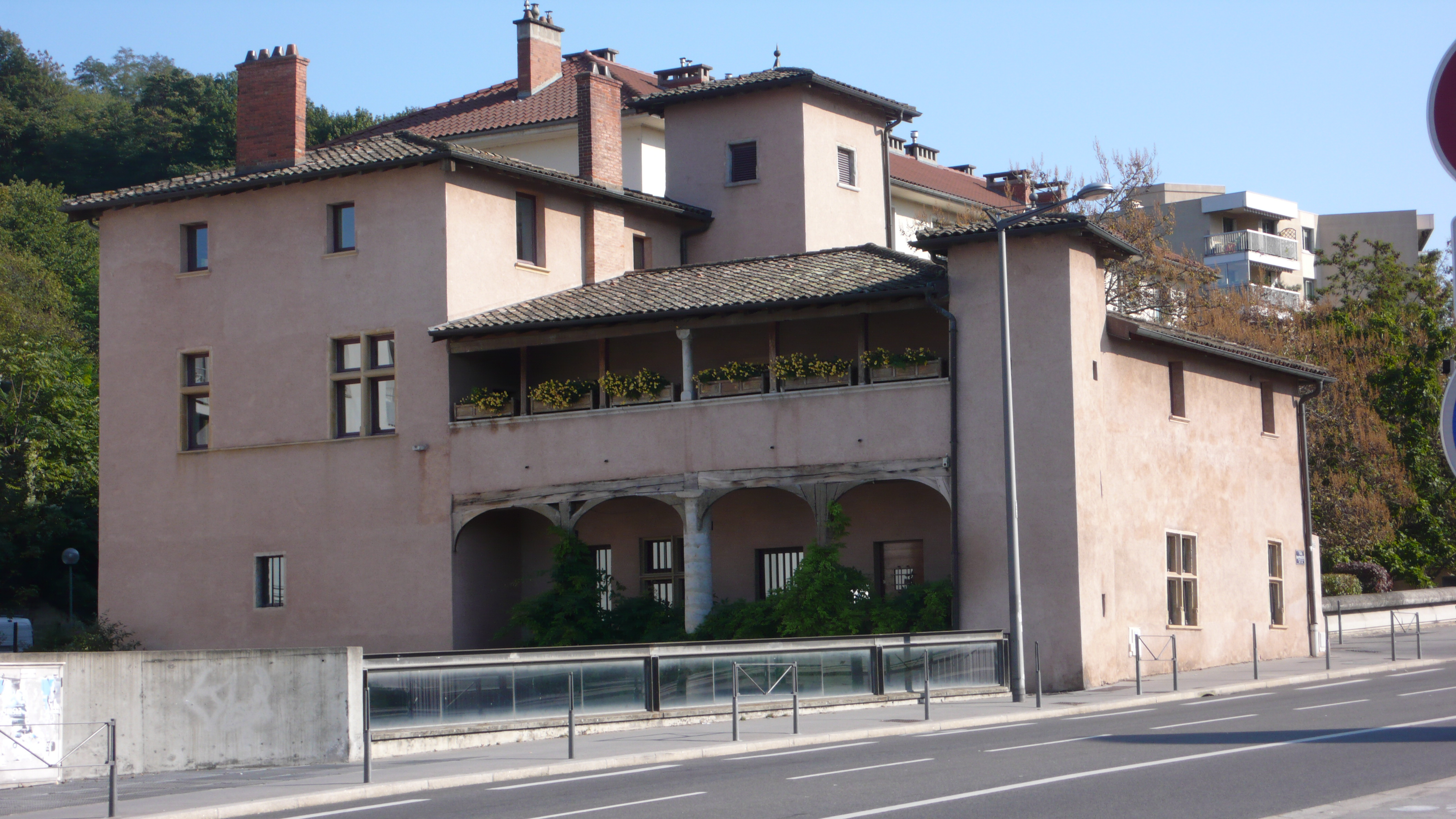
Villa Gorge de Loup, dite Villa Bini.
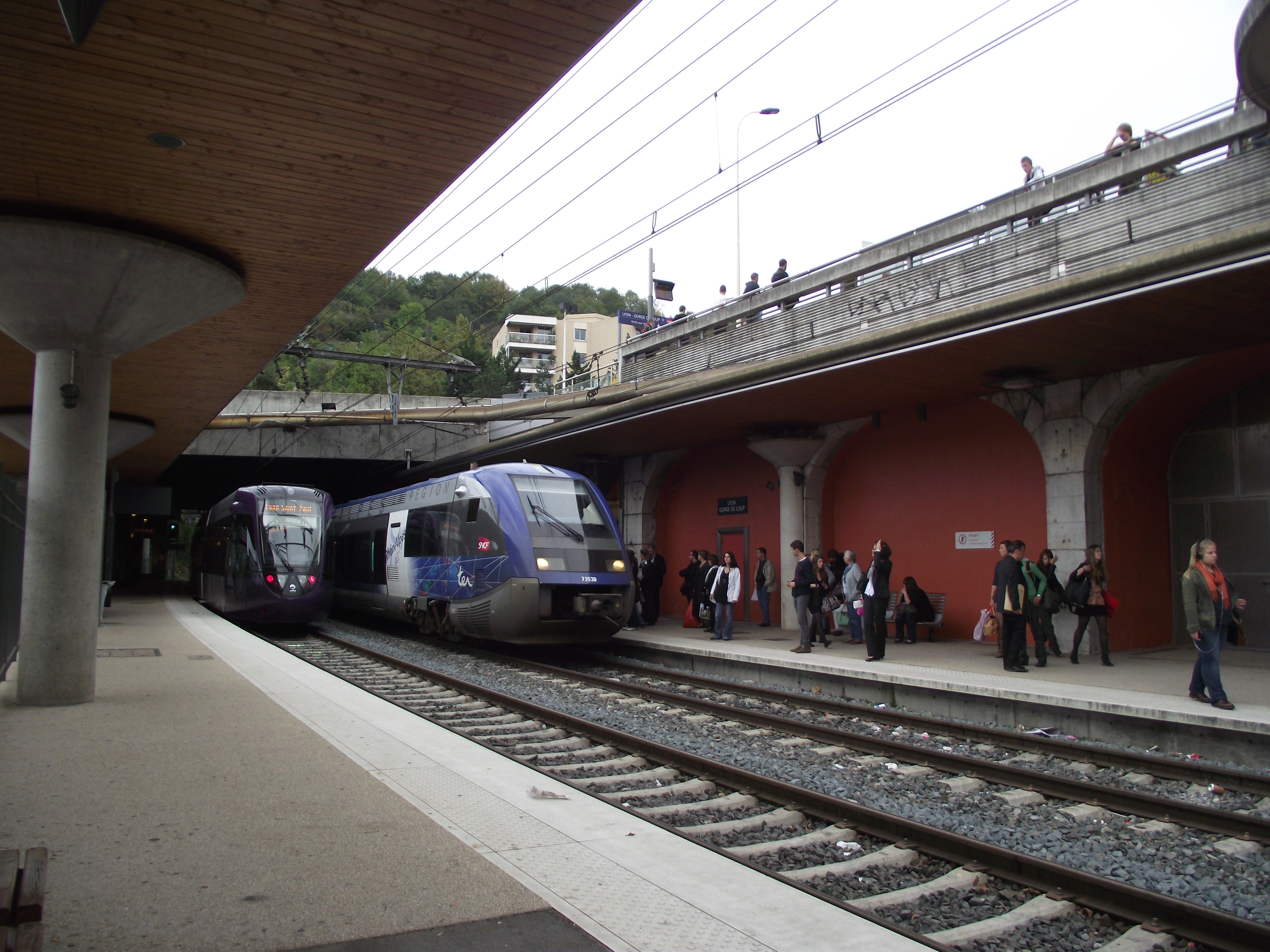
Gare de Lyon-Gorge-de-Loup.
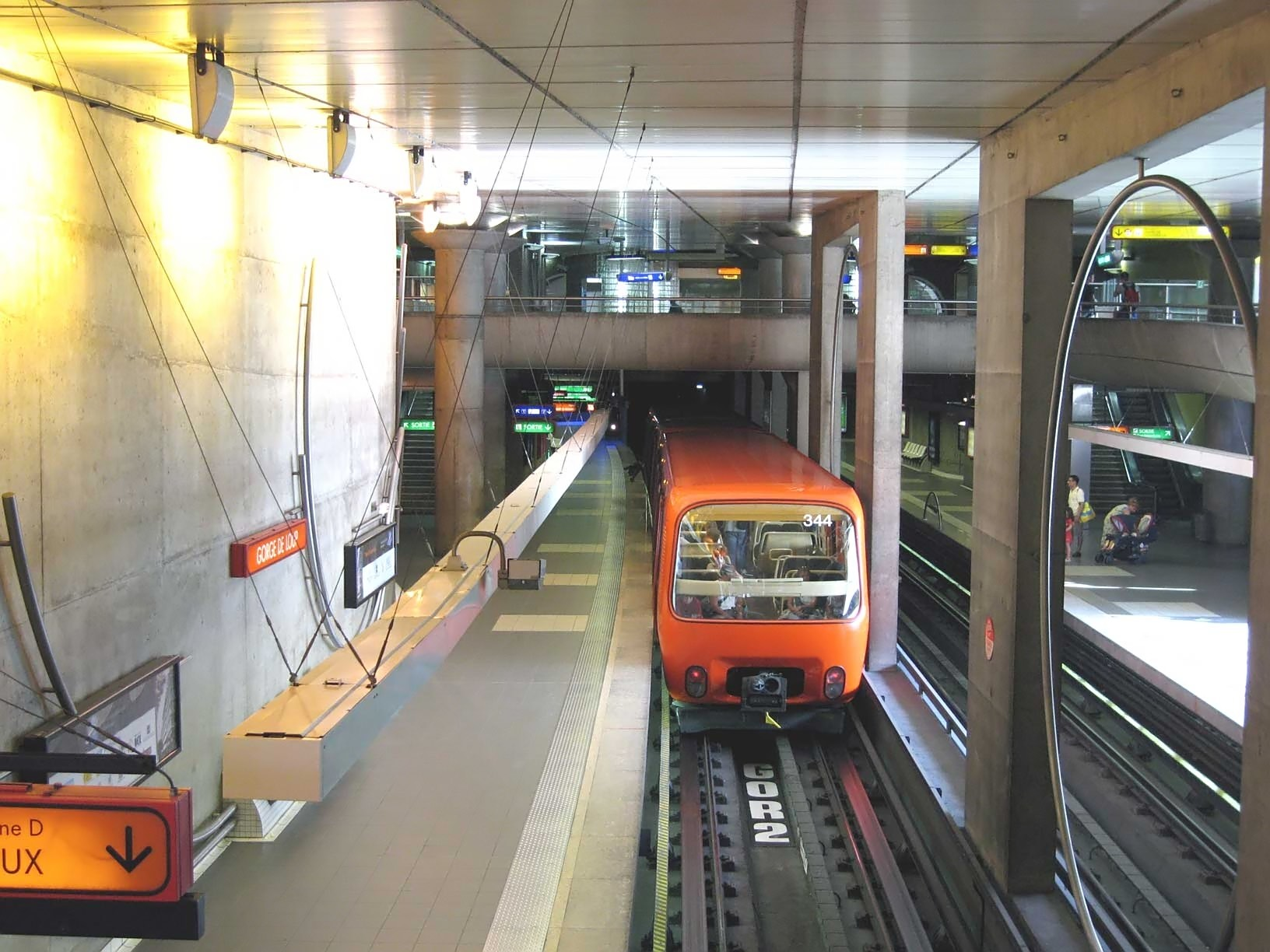
Rame de métro dans la station « Gorge de Loup ».